# Tritoniopsis elongata
Tritoniopsis elongata là một loài thực vật có hoa trong họ Diên vĩ. Loài này được (L.Bolus) G.J.Lewis miêu tả khoa học đầu tiên năm 1959.